# Joseph Iten

Josef Iten (1983)

Joseph Iten, auch Josef Iten (* 9. August 1943) ist ein Schweizer Rechtsanwalt und Politiker (CVP).

## Biografie
Nach der Matura am Kollegium Schwyz 1963 erwarb Iten 1968 das juristische Lizentiat an der Universität Zürich und erhielt 1969 das Rechtsanwaltspatent und das Notariatspatent in Nidwalden. Seitdem betreibt er ein selbständiges Anwalts- und Notariatsbüro in Hergiswil.
Von 1970 bis 1972 war Iten Gemeinderat von Hergiswil und im Anschluss bis 1982 Gemeindepräsident. Er war von 1986 bis 1978 Mitglied des Nidwaldner Kantonsparlamentes und präsidierte von 1978 bis 1984 die CVP Nidwalden. Von 1979 bis 1995 war Iten Mitglied des Nationalrats. Im Amtsjahr 1988/89 war er Nationalratspräsident.
In seiner Amtszeit als Nationalrat setzte sich Iten unter anderem für die Abschaffung der Velovignetten ein.